# Коцел
Коцел (861-876) е княз на Блатненско славянско княжество в Панония, син на Прибин и неговата баварска съпруга. Получава баварското име Gozil (Chozil), което в славянски вариант звучи като „Коцел“.
От 850 е граф на Блатненското графство, част от Блатненското княжество; след смъртта на баща си около 861 година става негов княз. През 867 година приема в Блатноград Кирил и Методий, които обучават 50 ученици.
Загива по време на поход в Хърватско. Княжеството след смъртта му е върнато на Арнулф Каринтски.